# Faun-Ardèche Classic 2023
La 23.ª edición de la clásica ciclista Classic Sud Ardèche fue una carrera en Francia que se celebró el 25 de febrero de 2023 sobre un recorrido de 168,5 kilómetros con inicio y final en el municipio de Guilherand-Granges en el departamento de Ardèche y la región Auvernia-Ródano-Alpes.
La carrera formó parte del UCI ProSeries 2023, calendario ciclístico mundial de segunda división, dentro de la categoría UCI 1.Pro y fue ganada por el francés Julian Alaphilippe del Soudal Quick-Step. Completaron el podio, como segundo y tercer clasificado respectivamente, el también francés David Gaudu del Groupama-FDJ y el danés Mattias Skjelmose Jensen del Trek-Segafredo.

## Equipos participantes
Tomarán parte en la carrera 21 equipos: 13 de categoría UCI WorldTeam invitados por la organización, 6 de categoría UCI ProTeam y 2 de categoría Continental. Formaron así un pelotón de 138 ciclistas de los que acabaron 106. Los equipos participantes fueron:
| WorldTeams (13)- AG2R Citroën Team - Arkéa-Samsic - Astana Qazaqstan Team - Bora-Hansgrohe - Cofidis - EF Education-EasyPost - Groupama-FDJ - Intermarché-Circus-Wanty - Soudal Quick-Step - Team DSM - Team Jayco AlUla - Trek-Segafredo - UAE Team Emirates ProTeams (6)- Bingoal WB - Israel-Premier Tech - Lotto Dstny - TotalEnergies - Tudor Pro Cycling Team - Uno-X Pro Cycling Team Equipos continentales (2)- CIC U Nantes Atlantique - Saint Michel-Mavic-Auber 93 |
| |

## Clasificación final
- La clasificación finalizó de la siguiente forma:[3]

| \| Clasificación general \| Clasificación general \| Clasificación general \| Clasificación general \| Clasificación general \| \| Ciclista \| Ciclista \| Equipo \| Tiempo \| \| \| --------------------- \| --------------------- \| ------------------------ \| --------------------- \| --------------------- \| \| 1.º \| Julian Alaphilippe \| Soudal Quick-Step \| 4 h 22 min 50 s \| \| \| 2.º \| David Gaudu \| Groupama-FDJ \| + 0 s \| \| \| 3.º \| Mattias Skjelmose \| Trek-Segafredo \| + 31 s \| \| \| 4.º \| Victor Lafay \| Cofidis \| + 31 s \| \| \| 5.º \| Romain Grégoire \| Groupama-FDJ \| + 43 s \| \| \| 6.º \| Felix Gall \| AG2R Citroën Team \| + 43 s \| \| \| 7.º \| Lorenzo Rota \| Intermarché-Circus-Wanty \| + 43 s \| \| \| 8.º \| Guillaume Martin \| Cofidis \| + 51 s \| \| \| 9.º \| Rui Alberto Costa \| Intermarché-Circus-Wanty \| + 54 s \| \| \| 10.º \| Pierre Latour \| TotalEnergies \| + 54 s \| \| |                    |                          |                 |
| |                    |                          |                 |
| Fuente: ProCyclingStats |                    |                          |                 |
| Clasificación general |                    |                          |                 |
| Ciclista | Ciclista           | Equipo                   | Tiempo          |
| 1.º | Julian Alaphilippe | Soudal Quick-Step        | 4 h 22 min 50 s |
| 2.º | David Gaudu        | Groupama-FDJ             | + 0 s           |
| 3.º | Mattias Skjelmose  | Trek-Segafredo           | + 31 s          |
| 4.º | Victor Lafay       | Cofidis                  | + 31 s          |
| 5.º | Romain Grégoire    | Groupama-FDJ             | + 43 s          |
| 6.º | Felix Gall         | AG2R Citroën Team        | + 43 s          |
| 7.º | Lorenzo Rota       | Intermarché-Circus-Wanty | + 43 s          |
| 8.º | Guillaume Martin   | Cofidis                  | + 51 s          |
| 9.º | Rui Alberto Costa  | Intermarché-Circus-Wanty | + 54 s          |
| 10.º | Pierre Latour      | TotalEnergies            | + 54 s          |

## Ciclistas participantes y posiciones finales
Convenciones:
- AB-N: Abandono en la etapa "N"
- FLT-N: Retiro por arribo fuera del límite de tiempo en la etapa "N"
- NTS-N: No tomó la salida para la etapa "N"
- DES-N: Descalificado o expulsado en la etapa "N"

## UCI World Ranking
La Faun-Ardèche Classic otorgó puntos para el UCI World Ranking para corredores de los equipos en las categorías UCI WorldTeam, UCI ProTeam y Continental. Las siguientes tablas son el baremo de puntuación y los diez corredores que obtuvieron más puntos:
| Posición              | 1.º | 2.º | 3.º | 4.º | 5.º | 6.º | 7.º | 8.º | 9.º | 10.º | 11.º | 12.º | 13.º | 14.º | 15.º | 16.º-30.º | 31.º-40.º |
| Clasificación general | 200 | 150 | 125 | 100 | 85  | 70  | 60  | 50  | 40  | 35   | 30   | 25   | 20   | 15   | 10   | 5         | 3         |

| Clasificación |                          |                          |         |
| Posición      | Ciclista                 | Equipo                   | General |
| ------------- | ------------------------ | ------------------------ | ------- |
| 1.º           | Julian Alaphilippe       | Soudal Quick-Step        | 200     |
| 2.º           | David Gaudu              | Groupama-FDJ             | 150     |
| 3.º           | Mattias Skjelmose Jensen | Trek-Segafredo           | 125     |
| 4.º           | Victor Lafay             | Cofidis                  | 100     |
| 5.º           | Romain Grégoire          | Groupama-FDJ             | 85      |
| 6.º           | Felix Gall               | AG2R Citroën             | 70      |
| 7.º           | Lorenzo Rota             | Intermarché-Circus-Wanty | 60      |
| 8.º           | Guillaume Martin         | Cofidis                  | 50      |
| 9.º           | Rui Costa                | Intermarché-Circus-Wanty | 40      |
| 10.º          | Pierre Latour            | TotalEnergies            | 35      |